# Louis Henry de Chieze
Louis Henry de Chieze, auch Ludwig von Chieze, († Juli 1674 in Berlin) war ein Festungsbaumeister in brandenburgischen Diensten.
Louis Henry de Chieze wurde in Holland zum Festungsbaumeister ausgebildet.
Als gegen ihn in Orange ein Kriminalverfahren eingeleitet wurde, wandte er sich am 27. Februar 1670 an den Prinzen von Oranien, der seine Übersiedlung nach Brandenburg vermittelte. So konnte er am 8. November 1670 nach Berlin flüchten. Dort half ihm sein Vetter Philipp de Chieze weiter. In Berlin übernahm er von Gregor Memhardt die Leitung des Festungsbaus. Im Range eines Obristwachtmeisters wurde er zum Direktor des Festungsbaus und Intendanten der Festungen ernannt. Außerdem wurde er Amtshauptmann von Bötzow/Oranienburg. Als er bereits 1674 starb, wurden die Arbeiten von Joachim Ernst Blesendorf weitergeführt.